# Harald Krüger (Politiker)
Harald Krüger (* 10. März 1957 in Hamburg) ist ein Hamburger Politiker (CDU).

## Leben
Krüger ist verheiratet und hat einen Sohn. Er ist Dipl.-Sozialpädagoge und war als freier Journalist tätig. Von 1985 bis 2021 war er Geschäftsführer des Deutschen Roten Kreuzes, Kreisverband Hamburg-Harburg. Daneben gehört er als Vorstandsmitglied dem Lettischen Roten Kreuz, Komitee Riga-Zentrum an.

## Politik
Krüger war von 1988 bis 2004 Mitglied des Sozial- und Gesundheitsausschusses der Bezirksversammlung Hamburg-Harburg. Von 1993 bis 1997 war er Deputierter in der Sozialbehörde. Bezirksabgeordneter der Bezirksversammlung Hamburg-Harburg war er von 1997 bis 2004.
Von 2004 bis 2011 war Krüger Mitglied der Bürgerschaft der Freien und Hansestadt Hamburg. Als Bürgerschaftsabgeordneter war er einer der beiden parlamentarischen Geschäftsführer der CDU-Bürgerschaftsfraktion, gesundheitspolitischer Sprecher der Fraktion, Vorsitzender des Ausschusses für Gesundheit und Verbraucherschutz, Vorsitzender des Parlamentarischen Untersuchungsausschusses „HSH Nordbank“ und Mitglied des Innenausschusses.
In der CDU Hamburg ist er Schatzmeister des Kreisverbandes Harburg, Vorsitzender der Mittelstandsvereinigung Harburg, Mitglied des Landesvorstandes, leitet den Landesfachausschuss Gesundheit und Verbraucherschutz und gehört dem CDU-Bundesfachausschuss Gesundheit und Pflege an.
Im November 2014 zog Krüger erneut in die Hamburgische Bürgerschaft ein, als Nachrücker für Christoph Ahlhaus, der sein Mandat vorzeitig niederlegte. Krüger kandidierte bei der Wahl 2015 erfolglos.